# Cazaux-d'Anglès
 Cazaux-d'Anglès  là một xã thuộc tỉnh Gers trong vùng Occitanie tây nam nước Pháp. Xã này có độ cao trung bình 300 mét trên mực nước biển.
Diện tích xã 12,6 km2, dân số năm 1999 là 116 người.
Sông Auzoue tạo thành phần lớn ranh giới phía tây. Sông Guiroue, một nhánh của sông Osse, chảy theo hướng bắc qua giữa thị trấn.